# Afroligusticum petitianum
Afroligusticum petitianum là một loài thực vật có hoa trong họ Hoa tán. Loài này được (A.Rich.) P.J.D.Winter mô tả khoa học đầu tiên năm 2008.